# Gran Turismo 2
Gran Turismo 2 is een racespel ontwikkeld door Polyphony Digital en uitgegeven door Sony Computer Entertainment op 28 januari 2000 voor op de PlayStation. Het spel is een vervolg op Gran Turismo en de voorloper van Gran Turismo 3. Gran Turismo 2 is het op twee na best verkopende spel voor de PlayStation, met een verkoop van bijna 9,5 miljoen stuks.

## Gameplay
Het spel heeft twee verschillende modi:
- Arcade Mode: In arcademodus kan de speler zelf kiezen welke baan en elke auto's er gebruikt worden. Ook kan de speler het aantal tegenstanders wijzigen en de moeilijkheidsgraad.
- Gran Turismo Mode (genaamd Simulation Mode in Amerika): In Gran Turismo modus moet de speler rijbewijzen verdienen, auto's kopen en trofeeën verdienen om nieuwe banen vrij te spelen. Het spel heeft 27 verschillende racebanen.

### Auto's
In Gran Turismo 2 zitten ongeveer 650 auto's (450 auto's meer dan Grand Turismo 1) van 36 verschillende merken, waaronder Acura, BMW, Peugeot en Venturi. Ferrari en Porsche zijn echter niet in het spel te vinden, aangezien hier geen licenties voor verkregen konden worden. Gran Turismo 2 is het eerste deel in de serie die de merken Vauxhall en Opel bevat. De Vauxhall is echter alleen verkrijgbaar in de PAL-versie en alleen wanneer de ingestelde taal op Engels staat.

## Trivia
- Gran Turismo 2 is de enige game in de computerspelserie dat twee cd's heeft.
- Gran Turismo 2 is de enige game in de serie met speciaal ontworpen circuits voor licentietests. In andere games van de serie worden de licentietests uitgevoerd op secties van echte racebanen.
- De box art van de Amerikaanse versie van de game bevat de snelheidsmeter en toerenteller van de McLaren F1, hoewel de auto zelf pas in de release van Gran Turismo 5, in 2010, te zien was
- Gran Turismo 2 is de eerste game met een echt race- en rallyparcours, respectievelijk Laguna Seca en Pike's Peak.
- De Ford GT40 wordt door fans een valsspeler genoemd omdat de auto veel krachtiger is dan de andere auto's in race 2 van de Historic Car Cup. Sindsdien is het een Internetmeme geworden.